# Liste des sites mégalithiques en République tchèque
Cette liste non exhaustive recense les sites mégalithiques en République tchèque.

## Cartographie
Localisation des principaux sites mégalithiques en République tchèque
| : Complexes mégalithiques · : Alignements, henges, cromlechs · : Dolmens, menhirs, tumulus, cairns · |

## Liste
| Site                     | Type                  | Région          | Commune        | Notes                                  | Coordonnées                  | Image |
| ------------------------ | --------------------- | --------------- | -------------- | -------------------------------------- | ---------------------------- | ----- |
| Menhir de Bratronice     | Menhir                | Bohême centrale | Bratronice     |                                        | 50° 03′ 46″ N, 14° 02′ 08″ E |       |
| Menhir de Chodeč         | Menhir                | Bohême centrale | Mělník         | Peut-être un borne plutôt qu'un menhir | 50° 24′ 43″ N, 14° 32′ 59″ E |       |
| Menhir de Hradištko      | Menhir                | Bohême centrale | Hradištko      |                                        | 50° 09′ 43″ N, 14° 56′ 58″ E |       |
| Menhir de Chotouň        | Menhir                | Bohême centrale | Jílové u Prahy |                                        | 49° 53′ 58″ N, 14° 30′ 41″ E |       |
| Menhir de Chválov        | Menhir                | Bohême centrale | Sedlec-Prčice  |                                        | 49° 33′ 11″ N, 14° 25′ 56″ E |       |
| Menhir de Jílové u Prahy | Menhir                | Bohême centrale | Jílové u Prahy |                                        | 49° 53′ 26″ N, 14° 30′ 08″ E |       |
| Kamenné řady Kounov (cs) | Alignement de pierres | Bohême centrale | Kounov         |                                        | 50° 13′ 26″ N, 13° 41′ 45″ E |       |
| Kamenný pastýř (cs)      | Menhir                | Bohême centrale | Klobuky        |                                        | 50° 18′ 05″ N, 13° 59′ 04″ E |       |
| Menhir Bába              | Menhir                | Bohême-du-Sud   | Český Krumlov  |                                        | 48° 52′ 48″ N, 14° 15′ 35″ E |       |
| Menhirs de Chyšky        | Menhirs               | Bohême-du-Sud   | Chyšky         |                                        | 49° 32′ 08″ N, 14° 25′ 33″ E |       |
| Menhir de Milevsko       | Menhir                | Bohême-du-Sud   | Milevsko       |                                        | 49° 27′ 28″ N, 14° 23′ 10″ E |       |
| Menhir de Plzeň          | Menhir                | Plzeň           | Plzeň          |                                        | 49° 47′ 09″ N, 13° 24′ 02″ E |       |
| Zkamenělý slouha         | Menhir                | Prague          | Prague 8       |                                        | 50° 08′ 35″ N, 14° 27′ 07″ E |       |
| Menhir d'Orasice         | Menhir                | Ústí nad Labem  | Počedělice     |                                        | 50° 23′ 02″ N, 13° 55′ 59″ E |       |